# Sabicas with Joe Beck - Rock Encounter
Sabicas with Joe Beck - Rock Encounter, também conhecido por Sabicas - Rock Encounter with Joe Beck,  é o primeiro e único álbum musical oriundo da parceria do violonista flamenco Sabicas com o guitarrista instrumental Joe Beck. Gravado em 1966 e lançado em 1970 pelo selo Polydor Records, a gravação é considerada a primeira do gênero Rock flamenco, ou seja, pioneira na junção da música flamenca com o rock.

## Faixas
Todas as músicas compostas por Sabicas e Joe Beck.
| N.º            | Título          | Duração |  |
| 1.             | "Inca Song"     | 5:19    |  |
| 2.             | "Joe's Tune"    | 3:53    |  |
| 3.             | "Zapateado"     | 9:37    |  |
| 4.             | "Zambra"        | 4:04    |  |
| 5.             | "Handclaps"     | 0:36    |  |
| 6.             | "Flamenco Rock" | 6:09    |  |
| 7.             | "Bulerias"      | 7:19    |  |
| 8.             | "Farruca"       | 4:44    |  |
| Duração total: | Duração total:  | 41:38   |  |

## Créditos Musicais
- Sabicas - Violão flamenco
- Joe Beck - Guitarra elétrica

Músicos convidados
- Domingo Alvarado - Vocais
- Diego Castellon - Guitarra Rítmica
- Anthony Levin - Baixo elétrico
- Warren Bernhardt - Órgão, Piano
- Donald McDonald - Baterias